# Iujni (Blagodàrnoie)
Iujni — Южный (rus) — és un possiólok del krai de Krasnodar, a Rússia. Es troba a la vall del riu Urup, afluent del Kuban, a 6 km al nord-est d'Otràdnaia i a 216 km al sud-est de Krasnodar. Pertany al poble de Blagodàrnoie.